# Fasanerie
Als Fasanerie, Fasanenkammer oder auch Fasanengarten bezeichnet man ein Gehege, in dem Fasanen gehalten werden. Es ist oft weitläufig und dem Lebensraum der Tiere angepasst.

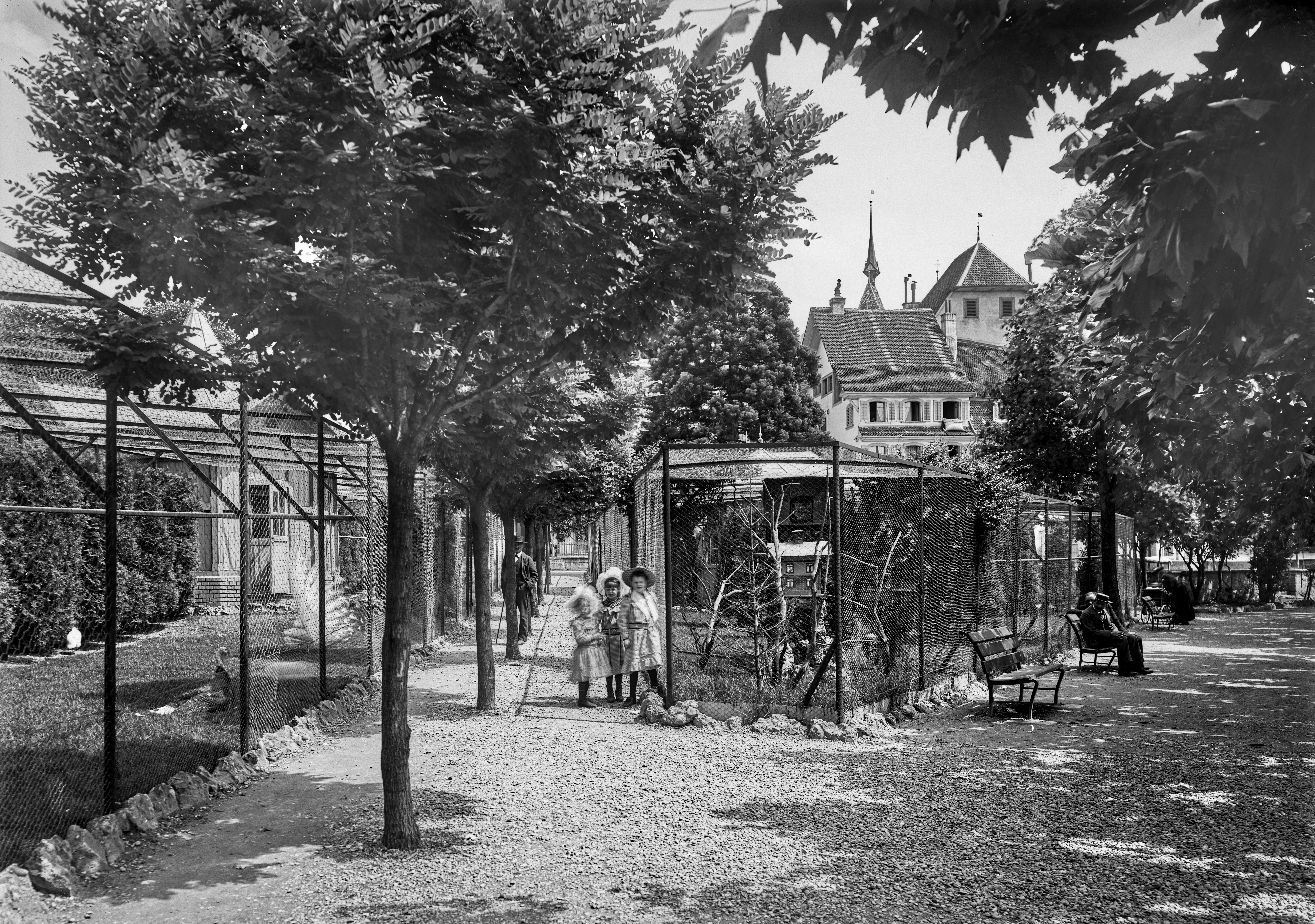
Historische Aufnahme einer Fasanerie (1909)

## Beschaffenheit
Diese Einrichtungen zum Erhalt des Fasanenbestandes unterscheidet man in
- zahme Fasanerien und
- wilde Fasanerien.

In zahmen Fasanerien wird das Legen und Brüten der Puten und Bruthennen überwacht und regulierend eingegriffen, indem die Brüter abgeschottet werden. In  wilden Fasanerien werden die Tiere weitgehend sich selbst überlassen, jedoch sorgt der Heger (meist die Forstbediensteten) für eine Reduzierung der natürlichen Feinde.
Das Pierer Lexikon von 1857 schreibt bezüglich der Beschaffenheit und den Voraussetzungen einer Fasanerie: „Zu einer guten Fasanerie gehören:
- ebene oder nach Süden gelegene, nicht zu kalte Lage,
- größere u. kleinere feuchte bis nasse Flächen,
- Buschholz mit Beerenwuchs, Wiesen, Felder, Wasser, Schutz gegen kalte Winde;
- Umgebung von Holzwerk oder Mauer,
- Fallen für Raubthiere.“[2]

Sogenannte Fasanenkammern sind heute noch eine gelegentlich verwendete Praxis, um Fasanen in einem Biotop einzubürgern. Dafür wird ein großes Stück Gelände raubwildsicher eingegattert und darin gestutzte Fasane gehalten. Ziel ist es, dass diese hier ungestört Nachkommen ziehen und die Kammer nach Erlangung ihrer Flugfähigkeit jeweils verlassen und das Jagdrevier bevölkern. Geeignete Kammern weisen einige nicht zu hohe, zum Aufbaumen geeignete Bäume auf, ein Stück frischfeuchter Wiese sowie Wasser in Form eines Bachs oder Grabenlaufes oder eines kleinen, nicht austrocknenden Tümpels.

## Entwicklung
In Deutschland existieren Fasanerien etwa seit Ende des 17. Jahrhunderts. Hier dienten sie dem Adel hauptsächlich auch als mit schönen Vögeln bevölkertes Ausflugsziel, siehe dazu auch die Menagerie. Aus diesem Grund wurden auch häufig Pfaue angesiedelt. Während und besonders nach dem Zweiten Weltkrieg waren die Fasanenbestände stark dezimiert (als Ursache nimmt man neben den Kriegsfolgen auch Nahrungsknappheit der Bevölkerung an). Um diese Verluste wieder auszugleichen, beschlossen zahlreiche Landesjagdverbände in den Jahren 1950/51 die Errichtung verschiedener Aufzuchtfasanerien.
Einige Naherholungsgebiete von Städten tragen noch immer in Anlehnung an die frühere Funktion den Namen Fasanerie, obwohl man dortselbst nur noch äußerst selten ein Exemplar dieser Gattung antrifft.

## Bekannte Fasanerien
Deutschland
- Wildpark Alte Fasanerie bei Hanau
- Fasanerie Groß-Gerau am Schloss Dornberg in Groß-Gerau
- Fasanerie (Aschaffenburg)
- Tier- und Pflanzenpark Fasanerie in Wiesbaden
- Fasanerie-Nord, ein Stadtteil im Norden Münchens
- Fasanerie (Darmstadt)
- Fasanerie in Zweibrücken, siehe Lustschloss Tschifflick
- Schloss Fasanerie (Eichenzell)

Polen
- Fasanerie in Poremba, Schlesien

Frankreich
- Wilde Fasanerie, Park des Rohan-Schlosses bei Zabern, heute auf Französisch La Faisanderie, anstelle eines Tiergartens im 18. Jahrhundert angelegt.[4]